# Питер
Пи́тер — народное, неофициальное сокращённое название Санкт-Петербурга (Россия). 
Обычно применяется в разговорной речи, прессе, Интернете. Распространено как среди жителей других городов России, так и среди коренных жителей Санкт-Петербурга.

## Этимология
Название появилось в XVIII веке в результате разговорного простонародного сокращения первоначального названия — Санкт-Питер-Бурх (от нидерл. Pieter — Пётр, см. История Санкт-Петербурга).
Слово Питер встречается в последней трети XVIII века в художественной литературе («Елисей» В. И. Майкова, «Путешествие из Петербурга в Москву» А. Н. Радищева, стихи М. Н. Муравьёва и А. С. Шишкова), в неформальной речи дворян: письмах Н. А. Львова Г. Р. Державину, воспоминаниях И. М. Долгорукова. В примечании к первому тому «Истории государства Российского» (опубл. 1818, написан в 1800-е) Николай Карамзин отмечает, что «простой народ говорит у нас Питер вместо Петербурга». Скорее всего, это сокращение «родилось» в Москве, такой вывод напрашивается даже при простом отслеживании мест рождения вышеперечисленных авторов.
К началу XIX века название Питер уже прочно вошло в русский фольклор. В это время записаны народные песни с этим названием, в частности, «Как во славном во городе во Питере», «Идёт мужик из Питера» и особенно «Вдоль по Питерской…» («Питерская» — бытовавшее до начала XX века неофициальное название Тверской улицы и её продолжения в Москве, появилось из-за того, что по этой дороге ехали из Москвы в Петербург, что ещё раз подтверждает теорию зарождения этого просторечного названия именно в Москве). Неоднократно фигурирует это слово в поэзии и прозе XIX века:

Но я один, прелестна Хлоя,

Платить сей дани не хочу

И, осторожности удвоя,

На тройке в Питер улечу.
— К. Батюшков «Отъезд», 1810 г.

Здесь, в Питере, они извозом промышляли;

Поработа́ли, погуляли

И путь теперь домой на родину держали.
— И. Крылов. «Три мужика», 1830 г.

Ну, кто ж спорит: конечно, если пойдёт на правду, так житьё в Питере лучше всего.
— Н. Гоголь. «Ревизор», 1836 г.

На дрогах высокий гроб стоит дубовый,

А в гробу-то барин; а за гробом — новый.

Старого отпели, новый слёзы вытер,

Сел в свою карету — и уехал в Питер.
— Н. Некрасов «Забытая деревня», 1855 г.
От Питер образовано существовавшее в дореволюционный период слово питерщик в значении «провинциал, побывавший в столице», в другом источнике пи́терщик — бывалый, наторелый парень, промышлявший в Питере, и отхожий крестьянин на промыслы и работы в Петербурге.
После переименования Петрограда в Ленинград (1924) частота употребления названия Питер снизилась, однако оно продолжало существовать. В годы Великой Отечественной войны, по свидетельству адмирала Н. Г. Кузнецова, это название к обороняющемуся Ленинграду иногда применял Сталин.
В постсоветский период, с возвращением официального названия Санкт-Петербург, название Питер вновь получило массовое распространение.

## «Питерские»
«Питерские» — распространившееся в годы президентства Владимира Путина (а затем Дмитрия Медведева) обозначение большого числа выходцев из Санкт-Петербурга, занявших ключевые должности в центральных органах российской власти и правлениях ведущих российских корпораций.
В прессе термин «питерские» был впервые употреблён Вадимом Несвижским, супругом Елены Несвижской, в статье «Путешествие из Петербурга в Москву» (газета «Сегодня», 19 января 2000 года). Будучи поначалу нейтральным, термин быстро приобрёл некоторый критический оттенок, распространившись не только на «команду Путина», но и на всех, чьё назначение на руководящие должности связывается преимущественно с «питерским происхождением». Помимо структур федеральной власти, в подобном «землячестве» обвиняли концерн «Газпром».
В 2017 году на телеканале «Дождь» вышел многосерийный документальный фильм об окружения Владимира Путина «Питерские», удостоенный премии «Редколлегия».